# Filip II van Moskou
Filip II (Russisch: святитель Филипп II, митрополит московский и всея Руси), in de wereld: Fjodor Stepanovitsj Kolytsjov (Фёдор Степанович Колычёв) (Moskou, 11 februari 1507 – Tver, 23 december 1569) was metropoliet van Moskou en geheel Rusland van 1566 tot 1568. In de Russische geschiedenis is hij bekend geworden om zijn ondubbelzinnige veroordelingen van de wandaden van de opritsjnina, waardoor hij een openlijke confrontatie aanging met tsaar Ivan IV.
Vóór zijn verkiezing tot metropoliet van Moskou was Filip abt van het bekende Solovjetski klooster in het uiterste noorden van Rusland, waar hij zich een kundig bestuurder had getoond. Door zijn afkeuring van de politiek van Ivan IV en zijn openlijke stellingname tegen de wreedheid en willekeur van de optrisjnina viel hij in ongenade. Onder druk van de tsaar zette de synode van de Russisch-orthodoxe kerk hem uit zijn ambt en verbande hem naar het Otrotsj Oespenki-klooster in Tver, waar hij later in opdracht van de tsaar heimelijk vermoord werd door het hoofd van de opritsjnina, Maljoeta Skoeratov.
Op initiatief van patriarch Nikon werden in 1652 de relikwieën van Filip naar Moskou overgebracht. Hij werd heilig verklaard als metropoliet Filip van Moskou. Zijn gedenkdagen zijn 9 januari, 3 juli en 5 oktober (volgens de juliaanse kalender).